# Moses Mendelssohn
Moses Mendelssohn (Dessau, 6 settembre 1729 – Berlino, 4 gennaio 1786) è stato un filosofo tedesco di origine ebraica.

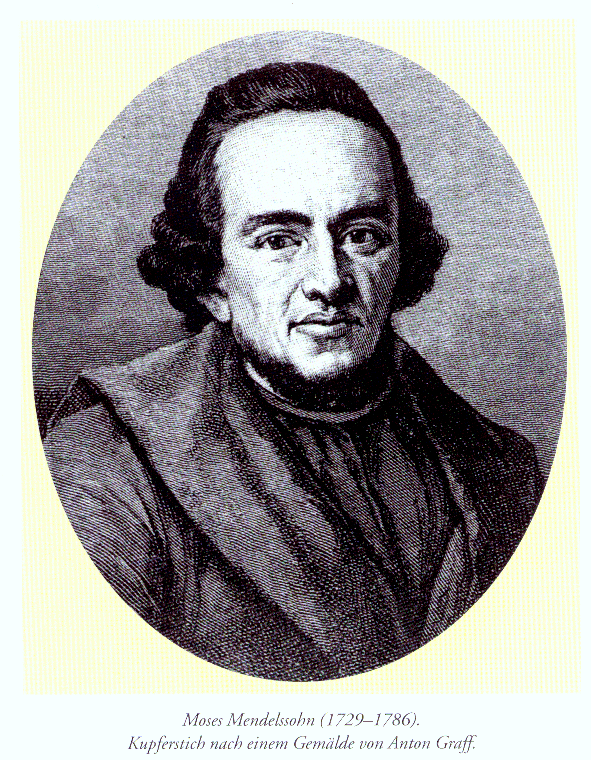
Moses Mendelssohn

Importante esponente dell'Illuminismo, a lui può essere attribuita la rinascita dell'Haskalah, l'età dei lumi ebraica. Per questo da alcuni fu assimilato ad uno dei Mosè che aprirebbero una nuova era della storia ebraica, per altri egli marcò solo l'inizio della perdita di identità del giudaismo. Era il nonno del compositore Felix Mendelssohn. Fu corrispondente di Immanuel Kant.

## Biografia
Nato a Dessau da famiglia ebraica modesta, egli studiò da autodidatta a Berlino, con grandi sacrifici. Rimase per tutta la vita nella capitale prussiana. Verso l'illuminismo ebbe un atteggiamento ambivalente, mostrando un'entusiastica apertura verso l'ideale della tolleranza, ma anche una netta chiusura verso il laicismo o il deismo volterriano. Mendelssohn strinse poi un'amicizia con Christoph Friedrich Nicolai e con Gotthold Ephraim Lessing, con il quale collaborò nell'ambito dell'estetica; in particolare, nelle sue Lettere sulle sensazioni (1755) e nelle Considerazioni sulle fonti e connessioni delle belle arti e scienze (1757).
È anche influenzato dall'empirismo inglese, specialmente sul ruolo dei sentimenti e della sensazione nella conoscenza umana. La concezione estetica elaborata da Mendelssohn si basa sulla facoltà del sentimento: la percezione del bello deriva da una facoltà che si distingue sia dalla ragione sia dalla volontà; cioè il sentimento, che Mendelssohn (analogamente a Alexander Gottlieb Baumgarten) ritiene sia un aspetto della sensazione, concependolo come una rappresentazione sensibile chiara ma confusa (ovvero non distinta). Così egli può difendere l'autonomia dell'estetica, analogamente a Alexander Gottlieb Baumgarten. Per molti aspetti, tuttavia, Mendelssohn rimase saldamente legato alla teologia tradizionale.

La sua domanda d'iniziazione nella massoneria  fu rifiutata perché era ebreo.

## Opere
- Briefe über die Empfindungen, 1755
- Phädon oder über die Unsterblichkeit der Seele, 1767 - (Testo in Gutenberg)
- Philosophische Schriften, 2 vol., 1771
- Morgenstunden oder Vorlesungen über das Dasein Gottes, 1785
- Jerusalem oder über religiöse Macht und Judenthum, 1783
- Traduzione del Pentateuco/Torah e dei Salmi in tedesco, 1783
- Gesammelte Schriften, 7 vol., 1845

## Traduzioni italiane
- I principi fondamentali delle Belle Arti, Palermo, Centro internazionale studi di estetica, 1989.
- Jerusalem ovvero sul potere religioso e il giudaismo, Napoli, Guida, 1991.
- Raffaele Ciafardone (a cura di), Perfezione e armonia: scritti vari, Bari, Levante, 1995.
- Vittorio Morfino (a cura di), La Spinoza-Renaissance nella Germania di fine Settecento, Scritti di Moses Mendelssohn e altri, Milano, Unicopli, 1998.
- Lorenzo Lattanzi (a cura di), Scritti di estetica, Palermo, Aesthetica, 2004.
- Fedone: sull'immortalità dell'anima in tre dialoghi, Brescia, Morcelliana, 2009.
- Dialoghi filosofici, Brescia, Morcelliana, 2018.